# Hanko Northern vasútállomás
Hanko Northern vasútállomás Finnországban, Hanko településen található.

## Vasútvonalak
Az állomást az alábbi vasútvonalak érintik:
- Hanko–Hyvinkää-vasútvonal

## Kapcsolódó állomások
A vasútállomáshoz az alábbi állomások vannak a legközelebb: